# Ignacy Polkowski

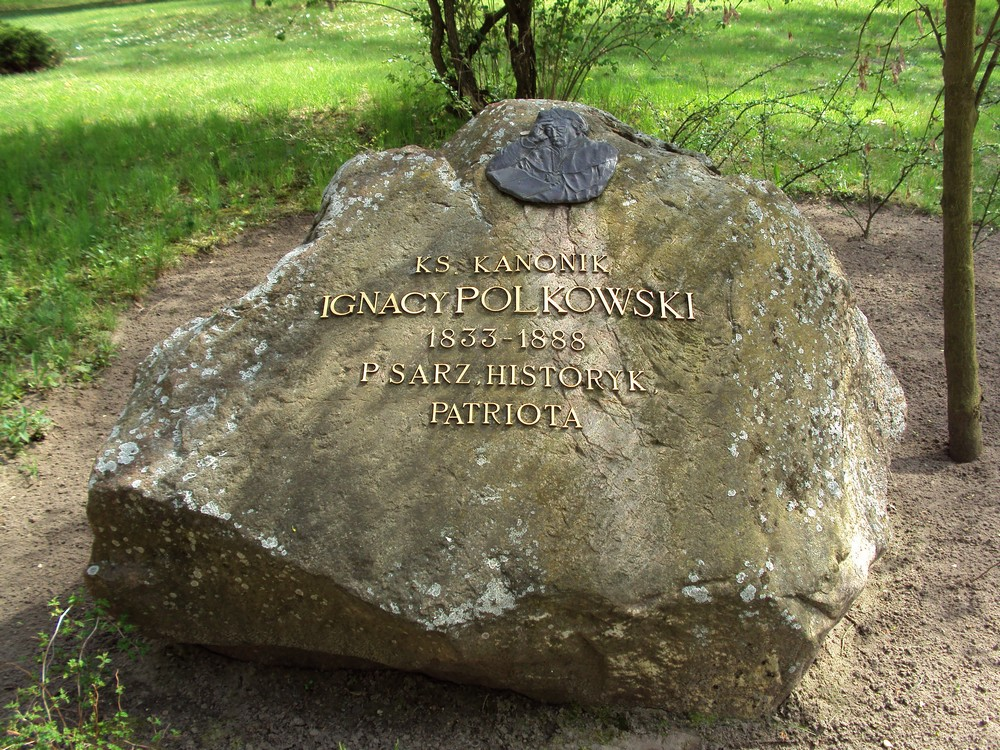
Pamiątkowy kamień w Lubostroniu

Ignacy Polkowski, pseud. Stefan Prawdzicki, Tomasz Dobszewicz, Fr. Reuttowicz (ur. 5 marca 1833 w Zdunach, Mazowsze, zm. 27 sierpnia 1888 w Krakowie) – polski historyk, archiwista, bibliograf, badacz życia i dorobku Kopernika, duchowny katolicki, członek Akademii Umiejętności w Krakowie.

## Życiorys
Pochodził z rodziny drobnoszlacheckiej wywodzącej się z wsi Polków-Sagały (Ziemia liwska). Był synem Wawrzyńca i Magdaleny z Rutkowskich. Jego stryj Piotr Polkowski był proboszczem w Zdunach i kanonikiem gremialnym łowickim. Uczęszczał do gimnazjum w Warszawie (do 1851), następnie studiował w Seminarium Duchownym w Warszawie (1851–1855) i Akademii Duchownej w Warszawie (1855–1858); ukończył studia w Akademii Duchownej ze stopniem kandydata św. teologii (1858). W 1857 przyjął w Warszawie święcenia kapłańskie. Był wikariuszem w parafii w Radzyminie (1858–1859), mansjonarzem w Brzezinach (1859–1862), proboszczem w Łaznowie (1862–1863) i Głuchowie Skierniewickim (1863–1864). Otrzymał godność kanonika kapituły łowickiej, był sekretarzem arcybiskupów warszawskich Antoniego Fijałkowskiego i Zygmunta Szczęsnego Felińskiego. Nie brał udziału w powstaniu styczniowym, ale wyjechał z kraju i kilka lat spędził na emigracji; prowadził badania naukowe w Paryżu, Rzymie i Niemczech. Po powrocie był w latach 1866–1876 bibliotekarzem prywatnych zbiorów Skórzewskich w Lubostroniu koło Łabiszyna. Od 1878 pełnił liczne funkcje w kapitule krakowskiej, był podkustoszem katedry wawelskiej, notariuszem i sekretarzem kapituły. Jako dyrektor Archiwum Kapituły Katedralnej w Krakowie (od 1878) zajmował się porządkowaniem skarbca i archiwum wawelskiego.
W 1878 został członkiem korespondentem Akademii Umiejętności w Krakowie (późniejszej PAU). Był członkiem Komisji Archeologicznej AU i przewodniczącym Sekcji Epigrafiki tej komisji (od 1875) oraz członkiem Komisji Językowej AU (od 1878). Należał do Poznańskiego Towarzystwa Przyjaciół Nauk (1872 członek honorowy), Towarzystwa Archeologiczno-Krajowego we Lwowie (członek honorowy), Towarzystwa Literackiego w Paryżu. Był znanym bibliofilem i kolekcjonerem, zgromadził bibliotekę liczącą około 10 tysięcy woluminów oraz cenny zbiór pamiątek kopernikowskich.
Jego zainteresowania naukowe obejmowały dyplomatykę, paleografię, geografię historyczną, numizmatykę, sfragistykę, historię kultury i nauki polskiego średniowiecza i Odrodzenia, edytorstwo. Był jednym z organizatorów uroczystych obchodów 400-lecia urodzin Kopernika w Toruniu (1873), wysunął wówczas projekt wydania dzieł astronoma. Organizował również I Zjazd Historyków Polskich w 400-lecie śmierci Jana Długosza (1880).
Pochowany został na cmentarzu Rakowickim w Krakowie, w grobowcu kapitulnym, w kwaterze Ld.

## Dzieła
Skatalogował akta kapituły krakowskiej (Katalog rękopisów kapitulnych katedry krakowskiej, 1884). Opracował i przygotował do wydania Album Mikołaja Kopernika (1873), zawierający tablice z wizerunkami Kopernika, medalami wybitymi ku czci astronoma oraz reprodukcjami dwóch stron dzieła De revolutionibus orbium coelestium; wydał również Kopernikijana. Materiały do pism i żywota Mikołaja Kopernika (1873–1875, 3 tomy), zawierające przekłady dzieł Kopernika, życiorysy oraz pisma o działalności i dorobku uczonego. 
Ponadto wydał Skorowidz monet polskich (opracowany przez Karla Bayera, 1880), Legenda minor de S. Stanislao martyre et pontifice e codice (1882), Żywota O. Amandusa (bł. Henryka Suso) Zakonu S. Dominika z kodeksu XVI wieku (1884), Vitae episcoporum Poloniae Jana Długosza (1887), Acta Stephani Regis (1887). Z własnych prac Polkowskiego można wymienić:
- O hymnach w Brewiarzu Rzymskim (1857)
- Droga do zbawienia. Książka do nabożeństwa dla ludu polskiego (1863)
- Krzysztof Stanisław Janikowski, fałszerz dokumentów (1870)
- Zapiski biblijograficzne o biblijotekach gdańskich (1870)
- Groby i pamiątki polskie w Rzymie (1870)
- Żywot Mikołaja Kopernika (1873)
- Katedra Gnieźnieńska (1874)
- Dawny zabytek języka polskiego w żywocie ojca Amandusa (1875)
- Historyja majętności łabiszyńskiej od roku 1376 (1876)
- Wykopalisko głębockie średniowiecznych monet polskich (1876)
- Pieczątka Sulkona kasztelana z roku 1243 (1877)
- Notatki numizmatyczne (1878)
- O dawnych granicach dyecezyi krakowskiej (1878)
- Najdawniejszy kodex pergaminowy z archiwum kapituły krakowskiej (1879)
- Czy system planetarny Kopernika zgadza się z Pismem Świętem (1880)
- Gobeliny z katedry krakowskiej na Wawelu (1880)
- Nieznany druk krakowski w XV wieku (1880)
- Rękopis biblii Czeskiej z roku 1476 (1883)